# Pyriproxifène
Le pyriproxifène, ou éther de 4-phénoxyphényle et de (RS)-2-(2-pyridyloxy)propyle (C20H19NO3 (en)), est la substance active de divers produits phytosanitaires (ou pesticides) et vétérinaires, qui présentent un effet insecticide. 
Cette molécule appartient à la famille chimique des dérivés de pyridines et des « inhibiteurs de croissance » (c'est une « hormone juvénile factice »). Il est très utilisé contre les moustiques
En raison de son écotoxicité, ce produit doit être dosé et appliqué avec prudence. Il est soupçonné depuis peu d'être aussi délétère pour l'embryogenèse humaine (il pourrait être responsable de la vague d'anomalies congénitales cérébrales (microcéphalies notamment) qui a accompagné la lutte contre l'infection à virus Zika dans une partie du Brésil,).
Ce produit a été développé dans les années 1980 par l'entreprise japonaise Sumitomo Chemical.
Aux États-Unis, il est vendu sous le nom commercial Nylar et en Europe en tant que produit vétérinaire sous le nom de Cyclio (par Virbac) ou Exil Flea Free TwinSpot (par Emax).
Son utilisation dans les produits phytosanitaires a rapidement été suivie d'apparition de résistances au produit chez certains organismes visés,. 
En raison de sa toxicité, il n'a pas obtenu d'autorisation de mise sur le marché en tant que pesticide dans certains pays (ex : Allemagne, Autriche et Suisse, mais en 2013 il a été autorisé par l'Union Européenne (jusqu'au 31 janvier 2025).

## Principe insecticide
Le Pyriproxyfène est pour les insectes un leurre hormonal, et plus exactement un analogue de l'hormone juvénile ; il force la larve à rester à ce stade, en l'empêchant de se métamorphoser en imago et d'atteindre la maturité sexuelle. 
On a ensuite constaté qu'il avait aussi une activité ovicide en affectant la genèse de l'embryon quand il est exposé dans l'œuf. 

## Histoire et usages
Le Pyriproxyfène est un dérivé de la pyridine, une molécule qui s'est montrée en laboratoire toxique pour les arthropodes .
Il a été introduit aux États-Unis en 1996, dans la culture du cotonnier (contre les larves d'aleurodes), puis a aussi été autorisé contre les larves d'autres insectes (moustiques notamment) ou acariens. Comme de nombreux autres pesticides, son utilisation a fait apparaître des phénomènes de résistance au produit chez certains organismes-cibles régulièrement exposés à ce produit). 
En France il est notamment utilisé en maraîchage sous serre, par exemple sur la tomate. 
Il est aussi utilisé préventivement comme antiparasitaire externe chez les carnivores domestiques, notamment contre les puces chez les animaux domestiques (par exemple contre la puce du chat), contre un acarien souvent responsable d'otites d'animaux domestiques, et il est utilisé conjointement avec la perméthrine contre certains acariens tropicaux
Il a été proposé et testé en Afrique comme produit de traitement des moustiquaires dans le cadre de la lutte contre la malaria, afin de contrer l'apparition de résistances à d'autres insecticides. Son utilisation n'a pas été probante en termes de réduction du nombre d'œufs ou de larves. 
Après une « évaluation simplifiée » (en raison du « contexte d'urgence ») il a été proposé (en complément de traitements adulticides) comme produit de traitement des eaux stagnantes en tant que gîtes à moustiques à La Réunion, dans le cadre de la lutte contre les vecteurs du Chikungunya (le moustique Ae. aegypti principalement).
Dix ans plus tard, les évaluations des risques environnementaux faites aux doses réellement trouvées dans l'environnement ont confirmé une forte toxicité du pyriproxyfen pour les daphnies et artémies utilisés par les tests d'écotoxicologie. Cette évaluation a conclu que le pyriproxyfen « peut produire des effets néfastes pour les écosystèmes aquatiques aux concentrations requises pour contrôler le moustique Ae. aegypti. »

## Suivi
En 2013, sur la base de critères environnementaux et sanitaires, il a figuré parmi les 2316 pesticides-candidats inclus dans la liste proposée par l'INERIS comme « pesticide émergent » à suivre dans les eaux de surface (potables ou non) mais parmi 19 pesticides recherchés dans 500 analyses, il n'a pas été trouvé en dose détectable. En tant que molécule à effet hormonal, elle peut cependant être active à très faible dose. 

## Inconvénients
Ce produit semble pouvoir affecter les embryons ou larves de très nombreuses espèces, y compris des espèces non ciblées. Quand il est utilisé comme démoustiquant il doit l'être dans l'eau où il se diffuse facilement, touchant aussi de nombreuses espèces jouant un rôle écologique important, comme les crevettes d'eau douce ou saumâtre (estuariennes, comme Leander tenuicornis ou d'autres petits crustacés d'eau douce (ex daphnies pour lesquelles il se montre beaucoup plus toxique que certaines autres molécules du même type (pseudohormone juvénile) à base de méthoprène.
Les valeurs DL50 (dose létale médiane) obtenues pour le s-méthoprène et le pyriproxyfène indiquent qu'il peut y avoir de grandes différences de toxicité pour la faune non ciblée entre les divers produits régulateurs de croissance chez les insectes.
Contrairement au s-méthoprène, le pyriproxyfène doit être appliqué avec prudence, étant donné que la dose létale médiane (DL50), dont la valeur est de seulement 12,25 fois la concentration estimée dans l'environnement, ne laisse pas une grande marge d'erreur.

## Controverses
- Il peut affecter le développement d'espèces utiles (dont par exemple des prédateurs d'insectes nuisibles[23],[24], des espèces d'intérêt commercial comme le ver à soie (bombyx) [25],[26]. Des scientifiques ont récemment confirmé que ce produit pourrait contribuer à la régression des abeilles ; 
Selon l'INRA, ce pesticide « raccourcit la durée du développement larvaire, augmente les malformations chez les abeilles émergentes, et diminue la participation aux soins des larves. Finalement les ouvrières exposées sont rapidement rejetées de la ruche par leurs congénères. On souligne ainsi l'importance d'étudier les effets d'une exposition chronique au stade larvaire dans la prise en compte de l'action des perturbateurs endocriniens sur les colonies d'abeilles »[27].

- En 2016, des chercheurs brésiliens et des médecins argentins évoquent l'hypothèse d'un lien entre l'utilisation de pyriproxifène pour démoustiquer des réservoirs d'eau potable dans l'État de Pernambuco et l'augmentation des cas de microcéphalie observée dans cette même région[5]. Un récent (2016) rapport[6] de l'organisation des médecins argentins conteste que l’augmentation des microcéphalies et de lésions cérébrales chez les nouveau-nés du Pernambuco soit liée au virus Zika, contrairement à ce qu'a conclu le ministère brésilien de la Santé ; Les auteurs arguent que :

1. Zika a jusqu'ici et ailleurs toujours été une maladie plutôt bénigne,
2. il n'avait jamais été associé à des anomalies congénitales (même dans les zones où il infecte 75 % de la population) ;
3. la Colombie, bien qu'également touchée par une épidémie de Zika n'a pas constaté d'augmentation de ces anomalies ;
4. le gouvernement brésilien a omis de tenir compte d’une corrélation épidémiologique importante : les villes et régions où une augmentation spectaculaire des malformations congénitales (dont la microcéphalie) a été observée en 2014-2015 sont aussi celles qui ont été sélectionnées par un programme d'État pour être - durant 18 mois - traitées par épandage aérien à l'aide de pyriproxyfène pour éradiquer le moustique tigre, vecteur de la dengue et de l'infection à virus Zika. Ces épandages ont causé une exposition nouvelle et récente de milliers de fœtus au pyriproxyfène. Or cette molécule « juvénoïde » est selon ces médecins connue comme perturbateur endocrinien et pour être tératogène (cause des malformations congénitales). Il a notamment été utilisé pour traiter des réservoirs d’eau potable des villes concernées et a donc exposé toutes les femmes enceintes buvant l'eau du robinet[28].

- De leur côté, un groupe de médecins brésiliens (ABRASCO) affirmait déjà que cette stratégie de lutte chimique contaminait l'environnement et les humains, sans par ailleurs vraiment diminuer le nombre de moustiques et le risque épidémique, qui est bien plus lié aux inégalités et à la pauvreté, premières causes des épidémies. Selon l’ABRASCO, cette stratégie de lutte vectorielle chimique est en fait suscitée par le lobby de l’industrie des pesticides, très présente dans les ministères latino-américains de la Santé ainsi qu’au sein de l'OMS et du PAHO ; et les pulvérisations massives par avion encore prévues dans les pays du Mercosur sont inutiles et criminelles. Le rapport ajoute que la dernière stratégie déployée au Brésil, et qui pourrait être reproduite dans tous les pays d’Amérique du Sud a été la dispersion de moustiques génétiquement modifiés (mâles stériles)[réf. nécessaire]. Selon les auteurs, il s’agit d’un échec total, sauf pour la société commerciale qui élève et fournit les moustiques[réf. nécessaire].
- Toutefois, un communiqué de l'OMS du 11 mars 2016 réitère que le pyriproxyfène n'entraine pas la microcéphalie[29].
- Le lien est toujours suspecté [30].